# Rudapithecus
Rudapithecus hungaricus — викопний вид людиноподібних приматів епохи міоцену. Викопні рештки примата були знайдені в селі Рудабаня на півночі Угорщини. Крім того, скам'янілості виявлені в Німеччині та Австрії.

## Опис
Це був середній примат, який досягав ваги до 45 кг, що майже відповідає розміру звичайного шимпанзе. Rudapithecus, ймовірно, рухався серед гілок, як це роблять сучасні мавпи, тримаючи своє тіло вертикально і лазячи руками по деревах. Проте, він відрізнявся від мавп тим, що мав більш гнучку поперекову зону, що вказує на те, що коли Rudapithecus спускався на землю, він міг стояти вертикально, як це роблять люди.